# Barrio Parque Almirante Irízar
Barrio Parque Irízar es un barrio ubicado en el partido del Pilar, provincia de Buenos Aires, Argentina. En el 2001 fue censado por el INDEC como una localidad separada del Gran Buenos Aires. Se encuentra en el Noroeste del partido, entre el río Luján y el Parque Industrial Pilar. El barrio cerrado está compuesto por 20 hectáreas con 150 lotes de 1000 m² de superficie promedio, sin infraestructura deportiva y con identidad residencial. Tiene la particularidad de que sus ingresos están restringidos a una única entrada, que cuenta con control de seguridad, aunque no es un barrio privado, sino de carácter municipal.
En las cercanías del barrio se encuentra pare del cinturón hortícola del Partido. Hay un proyecto para poner en funcionamiento la estación Almirante Irízar, inactiva desde fines de los años 1990. Cuenta con un puesto de salud.

## Parque Irízar y su lucha por no tener un parque industrial pegado al barrio
En septiembre del año 2014, los terrenos de un barrio cerrado vecino llamado San José de las Talas, amaneció con carteles informando la construcción de un Parque Industrial denominado «Industrial Park Eco Pilar». Los vecinos se enteraron de que los dueños del terreno, habían obtenido la rezonificación a Apto Industrias en el Año 2012, por medio de una ordenanza municipal. La Ordenanza Nro 457/12 y el decreto Nro 3275/12 incluían la posibilidad de emplazar industria químicas, con el agravante de que los terrenos también lindan con las orillas del Río Luján.
Los vecinos intentaron que el Intendente Humberto Zuccaro derogase la ordenanza que posibilita la construcción del Parque al lado del Barrio, e incluso recolectaron firmas para exigirle al Intendente derogar la rezonificación de los terrenos lindantes al Barrio cómo «Apto Industrias». No obstante, el parque industrial ya tiene radicadas decenas de fábricas.